# Apochthonius intermedius
Apochthonius intermedius es una especie de arácnido  del orden Pseudoscorpionida de la familia Chthoniidae.

## Distribución geográfica
Se encuentra en Washington (Estados Unidos).